# 新烏克蘭卡 (博霍杜希夫區)
新烏克蘭卡（烏克蘭語：Новоукраїнка）是位於烏克蘭東部的村莊，由哈爾科夫州博霍杜希夫區的博霍杜希夫市鎮負責管轄。該村始建於1781年，面積0.41平方公里，海拔高度177米，2001年人口58，人口密度每平方公里141人。